# Zaïde (Berlioz)
Pour les articles homonymes, voir Zaïde.
Zaïde est une mélodie pour soprano et orchestre composée en novembre 1845 par Hector Berlioz sur un poème de Roger de Beauvoir. Présentée comme un boléro, c’est la seule partition de Berlioz faisant intervenir les castagnettes.

## Composition
Hector Berlioz, arrivé à Vienne le 29 novembre 1845, entreprend la composition de la mélodie pour soprano et orchestre, sur un poème de Roger de Beauvoir, en même temps qu’il reprend la composition de la future Damnation de Faust.

## Création
La mélodie est immédiatement composée pour chant et orchestre, pour être interprétée en public lors du troisième concert dirigé par le compositeur au Theater an der Wien, le 29 novembre 1845.
Par la suite, Berlioz présente Zaïde, toujours sous sa direction, à Prague (19 janvier 1846), à Pesth (20 février), à Breslau (20 mars) et à Brunswick (24 avril). La mélodie est encore interprétée aux Hanover Square Rooms de Londres, le 29 juin 1848.
Zaïde est publiée dans la grande Collection de 32 mélodies de Berlioz en novembre 1863, en même temps que la partition, également réduite pour chant et piano, des Troyens (en deux parties, La Prise de Troie et Les Troyens à Carthage).

## Présentation

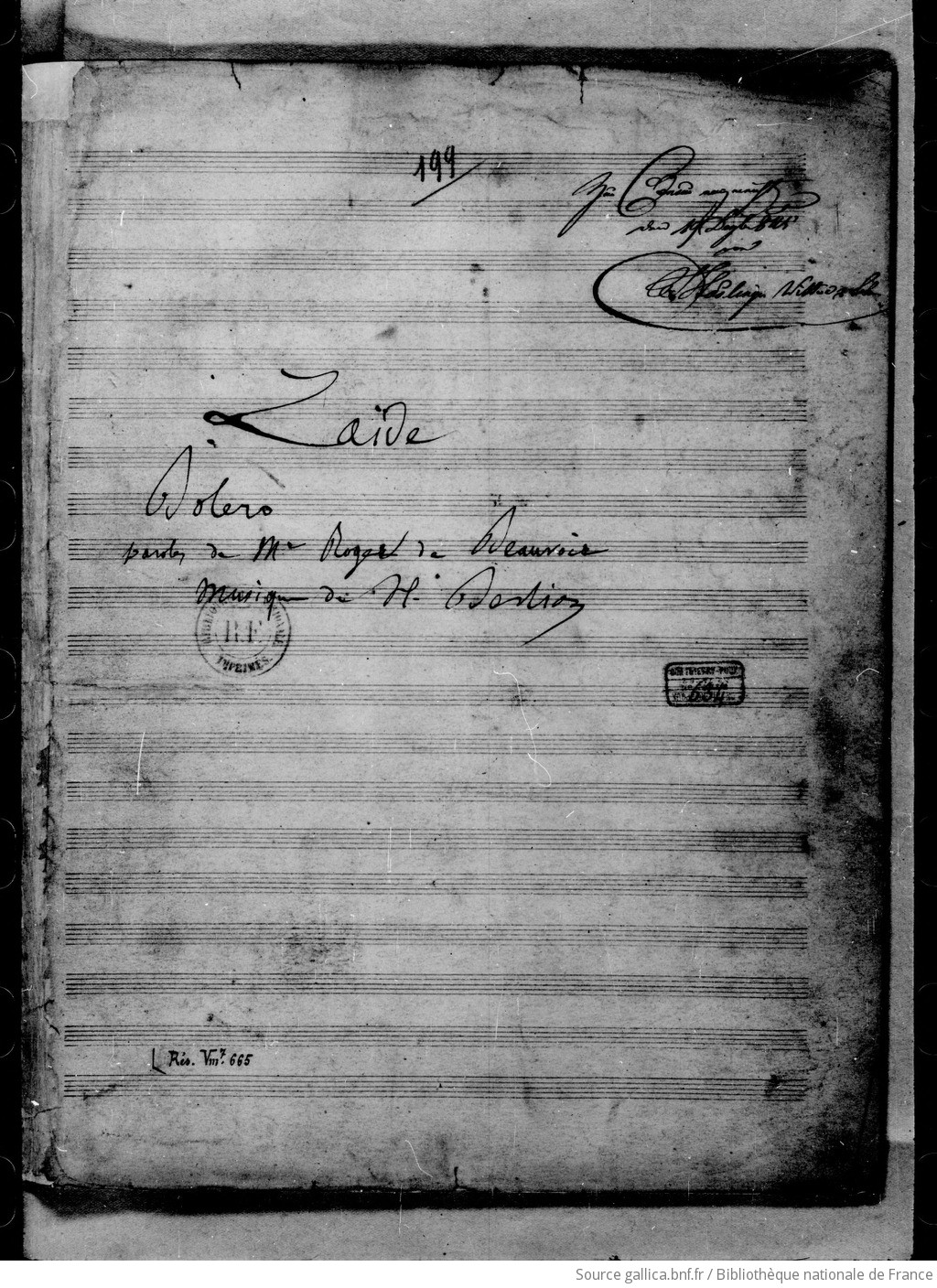
Page de titre du manuscrit autographe de la version avec orchestre (H 107B).

Première pièce du recueil intitulé Feuillets d'album, publié en septembre 1850, Zaïde fait partie de l'op. 19 du catalogue des œuvres de Berlioz,  ou H 107 dans le catalogue établi par le musicologue américain Dallas Kern Holoman.
La partition est en fa majeur, boléro chanté Allegro à 
 « sur un rythme de séguédille ». L'orchestre comprend une flûte soliste, 2 hautbois, 2 clarinettes en si, et 2 bassons, pour les pupitres des vents. Les cuivres se limitent à 2 cors en Fa et deux cors en Ré. La percussion ajoute les castagnettes aux timbales classiques. Le quintette à cordes est composé des premiers violons, seconds violons, altos, violoncelles et contrebasses.

## Analyse
Considérant « la veine espagnole » de la musique de Berlioz, Pierre-René Serna propose de voir en Zaïde « une petite zarzuela ». 

## Discographie

### Chant et piano
- Hector Berlioz : Mélodies (2 CD, Deutsche Grammophon 435 860-2, 1993 (OCLC 31533426))
Zaïde (H 107A), par Françoise Pollet (soprano), Thomas Lutz (castagnettes) et Cord Garben (piano), CD 2.

### Chant et orchestre
- Hector Berlioz : The Complete Works (27 CD, Warner Classics 0190295614447, 2019)
Zaïde (H 107B) par Véronique Gens (soprano), Orchestre de l'Opéra de Lyon, dir. Louis Langrée (CD 12)

### Biographies
- David Cairns (trad. de l'anglais), Hector Berlioz. Servitude et grandeur (1832-1869), Paris, Fayard, 2002, 944 p. (ISBN 2-213-61250-1) traduit par Dennis Collins.

### Monographies
- Pierre Citron, Cahiers Berlioz no 4, Calendrier Berlioz, La Côte-Saint-André, Musée Hector-Berlioz, 2000 (ISSN 0243-3559)
- Pierre-René Serna, Berlioz de B à Z, Paris, Van de Velde, 2006, 264 p. (ISBN 2-85868-379-4)

### Articles et analyses
- Collectif et Albert Richard (éd.), Hector Berlioz, Paris, La Revue musicale, 1956, 147 p.
Evelyn Reuter, Berlioz mélodiste, p. 31–37
- Gérard Condé et Gilles Cantagrel (dir.), Guide de la mélodie et du lied, Paris, Fayard, coll. « Les Indispensables de la musique », 1994, 916 p. (OCLC 417117290, BNF 35723610), p. 52
- Gérard Condé, « Captive, La », dans Pierre Citron et Cécile Reynaud (dir.), Dictionnaire Berlioz, Paris, Fayard, 2003, 616 p. (OCLC 231979662, BNF 39086596), p. 90–91